# Pozorovatelská mise OSN pro uvolňování napětí

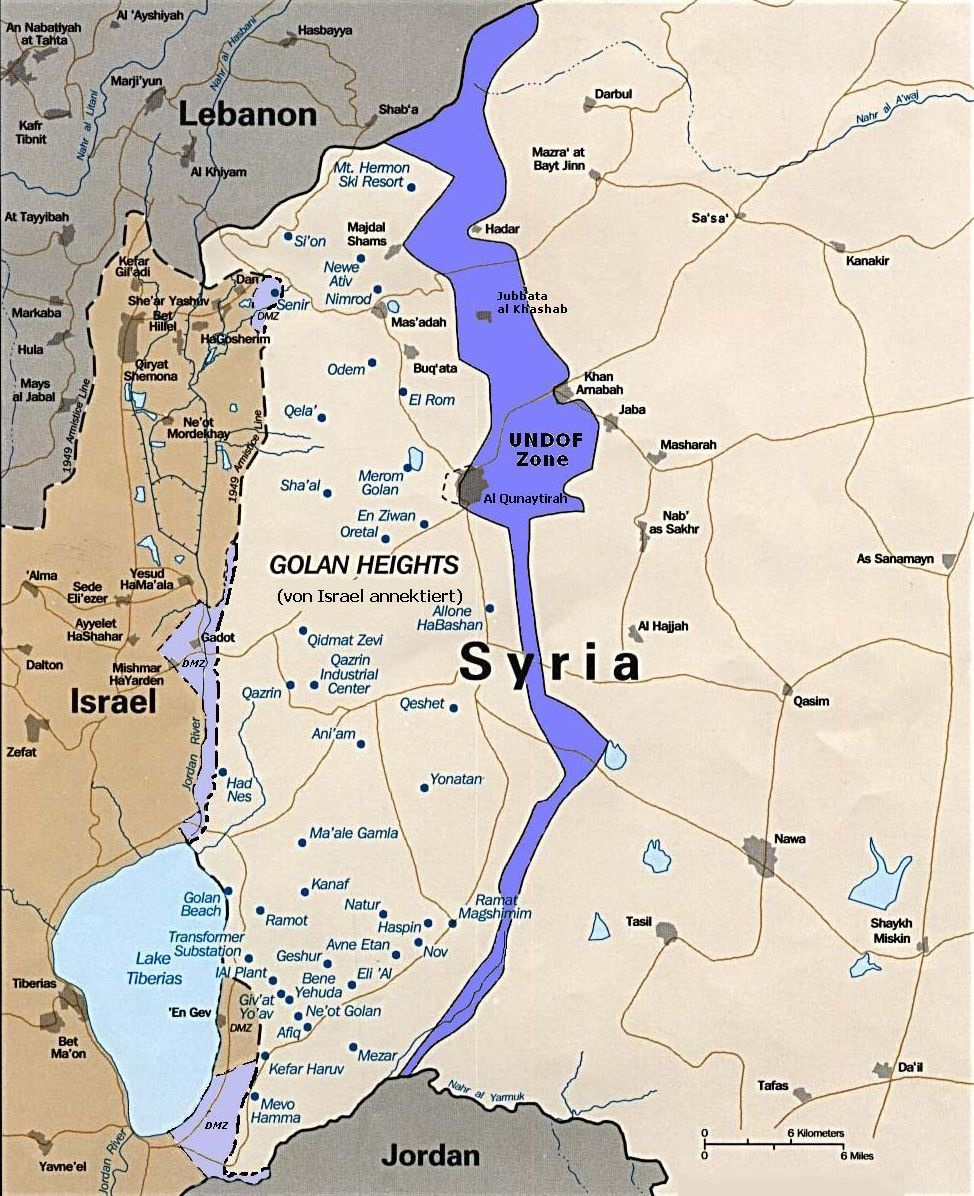
Zóna UNDOF je na mapě Golanských výšin vyznačena tmavě fialovou barvou

Pozorovatelská mise OSN pro uvolňování napětí (anglicky United Nations Disengagement Observer Force, zkráceně UNDOF) je mírová mise Organizace spojených národů, založená rezolucí Rady bezpečnosti (RB) č. 350 z 31. května 1974 za účelem implementace rezoluce RB č. 338 z roku 1973, která volala po okamžitém příměří během jomkipurské války a implementaci rezoluce RB č. 242.
Rezoluce (č. 350) byla přijata ve stejný den, kdy Izrael a Sýrie podepsali „dohodu o odpoutání“ (Agreement on Disengagement) svých sil na Golanských výšinách, čímž došlo k uzavření příměří a ukončení jomkipurské války.
Mise UNDOF od svého vzniku vykonává svou funkci s plnou spoluprací obou stran. Mandát UNDOF je od roku 1974 obnovován každých šest měsíců. Tato mise je jedinou vojenskou přítomností operující v oblasti a i nadále dohlíží na příměří. Situace v izraelsko-syrském sektoru zůstává klidná bez vážnějších incidentů.